# Йохан Якоб фон Валдбург-Цайл-Траухбург
Йохан Якоб (II) фон Валдбург-Цайл-Траухбург (на немски: Johann Jakob II Freiherr von Waldburg, Graf zu Zeil & Herr zu Trauchburg* ноември 1686; † 16 октомври 1750) е фрайхер на Валдбург и граф на Цайл, господар на Траухбург, имперски наследствен трушсес, императорски съветник, оберщалмайстер на архиепископство Залцбург и главен-кемерер.

## Произход
Той е най-големият син на граф и фрайхер Йохан Кристоф фон Валдбург-Цайл-Траухбург (1660 – 1720) и съпругата му Мария Франциска Елизабет фон Монфор (1668 – 1726), дъщеря на граф Йохан VIII фон Монфор-Тетнанг (1627 – 1686) и графиня Мария Катарина фон Зулц (1630 – 1686), дъщеря на граф Карл Лудвиг Ернст фон Зулц (1595 – 1648), ландграф в Клетгау, и графиня Мария Елизабет фон Хоенцолерн-Зигмаринген (1592 – 1659).
Внукът му Максимилиан става 1. имперски княз на Валдбург-Цайл-Траухбург във Виена на 21 март 1803 г.

## Фамилия
Йохан Якоб фон Валдбург-Цайл-Траухбург се жени на 14 септември 1711 г. за графиня Мария Елизабет фон Кюенбург (* 30 май 1693; † 6 март 1719), дъщеря на граф Ян Йозеф фон Кюенбург (1652 – 1726) и графиня Йозефа фон Харах-Рорау (1664 – 1741). Те имат децата:
- Мария Терезия фон Валдбург-Цайл-Траухбург (* 28 септември 1712; † 14 октомври 1749), омъжена за Франц Адам Ернст фон Щернберг (* 20 юли 1711; † 19 септември 1789)

- Франц Антон Йозеф Йохан Вилхелм фон Валдбург-Цайл-Траухбург (* 28 май 1714, Залцбург; † 20 март 1790, Цайл), фрайхер на Валдбург, граф на Цайл, господар на Траухбург, женен на 14 октомври 1748 г. в Цайл за графиня Мария Анна София Тереза фон Валдбург-Траухбург (* 30 ноември 1728, Мюнхен; † 25 януари 1782, Цайл); баща на
  - 1. княз Максимилиан Вунибалд Фердинанд Якоб Бернхард фон Валдбург-Цайл и Траухбург (1750 – 1818)
- Мария Регина он Валдбург-Цайл (*/† 7 септември 1715)
- Фердинанд Кристоф Вунибалд фон Валдбург-Цайл (* 6 февруари 1719, Залцбург; † 9 април 1786, Залцбург), съветник на архиепископа на Залцбург, княжески епископ на Кимзее (1772 – 1786)